# Arborophila rolli
Az Arborophila rolli a madarak osztályának tyúkalakúak (Galliformes) rendjébe és a fácánfélék (Phasianidae) családjába tartozó faj.

## Rendszerezése
A fajt Lionel Walter Rothschild brit lord és zoológus írta le 1909-ban, az Arboricola nembe Arboricola rolli néven. Sorolták a fehérarcú hegyifogoly (Arborophila orientalis) alfajként Arborophila orientalis rolli néven is. 

## Előfordulása
Az Indonéziához tartozó Szumátra szigetének északi és középső részén honos. Természetes élőhelyei a szubtrópusi és trópusi síkvidéki és hegyi esőerdők. Állandó, nem vonuló faj.

## Természetvédelmi helyzete
Az elterjedési területe nem nagy, egyedszáma viszont stabil. A Természetvédelmi Világszövetség Vörös listáján nem fenyegetett fajként szerepel.